# Pocket
Pocket (ehemals Read It Later) ist eine Mobile App und eine Webanwendung zur Verwaltung einer Leseliste mit Artikeln und Videos aus dem Internet. Die Anwendung wurde 2007 veröffentlicht und war ursprünglich nur für Desktop- und Laptop-Computer gedacht, heute ist sie für macOS, Windows, iOS, Android, Windows Phone, BlackBerry, SailfishOS, Kobo eReader und Webbrowser verfügbar. Pocket wurde 2017 von Mozilla übernommen.

## Funktionen
Die Anwendung ermöglicht es dem Benutzer, einen Artikel oder eine Webseite auf Remote-Servern zum späteren Lesen zu speichern. Der Artikel wird dann zum Offline-Lesen an die Pocket-Liste des Benutzers gesendet (die mit allen seinen Geräten synchronisiert wird). Pocket reduziert die Artikel auf das essenzielle wie Text und Bilder, sodass die Formatierung grundsätzlich geändert wird. Dem Benutzer wird ermöglicht, Tags zu seinen Artikeln hinzuzufügen und Texteinstellungen zum leichteren Lesen anzupassen.

## Geschichte
Pocket wurde im August 2007 als Mozilla Firefox-Browsererweiterung namens Read It Later von Nathan Weiner veröffentlicht. Nachdem sein Produkt von Millionen Menschen genutzt wurde, verlegte er sein Büro ins Silicon Valley und vier weitere Personen traten seinem Team bei. Weiners Absicht war es, dass die Anwendung wie ein TiVo für Web-Inhalte sein sollte. Dem Benutzer sollte der Zugriff auf seine Inhalte von jedem Gerät ermöglicht werden.
2011 erhielt Read It Later Risikokapitalinvestitionen in Höhe von 2,5 Millionen US-Dollar und 5,0 Millionen US-Dollar im darauffolgenden Jahr. Die Finanzierung im Jahr 2011 kam von Foundation Capital, Baseline Ventures, Google Ventures, Founder Collective und nicht näher benannten Business Angels. Eine Übernahme durch den Konkurrenzdienst Evernote wurde abgelehnt, da man Bedenken geäußert hatte, dass Evernote beabsichtige, den Read-It-Later-Dienst zu schließen und seine Funktionen in den Hauptdienst von Evernote selbst zu integrieren.
Ursprünglich gab es die Read-It-Later-App in einer kostenlosen Version und einer kostenpflichtigen Version, die zusätzliche Funktionen enthielt. Nach der Umbenennung in Pocket wurden alle kostenpflichtigen Funktionen in einer kostenlosen und werbefreien App zur Verfügung gestellt. Im Mai 2014 wurde ein kostenpflichtiger Abo-Dienst namens Pocket Premium eingeführt, der die serverseitige Speicherung von Artikeln und leistungsfähigere Suchwerkzeuge hinzufügte.
Im Juni 2015 wurde Pocket als Standardfunktion in den Firefox integriert. Dazu wurde eine Schaltfläche in der Symbolleiste und ein Link zur Pocket-Liste der Benutzer im Lesezeichen-Menü hinzugefügt. Dieser Schritt war umstritten, da Nutzer Bedenken wegen der direkten Integration eines proprietären Dienstes in eine Open-Source-Anwendung äußerten und dass sie im Gegensatz zu Erweiterungen von Drittanbietern nicht vollständig deaktiviert werden konnte, ohne erweiterte Einstellungen zu bearbeiten. Ein Sprecher von Mozilla erklärte, dass die Popularität des Dienstes unter Firefox-Nutzern genutzt werden sollte und dass der gesamte Code, der mit der Integration zusammenhänge, Open Source sei. Ebenfalls fügte er hinzu, “[Mozilla had] gotten lots of positive feedback about the integration from users” (deutsch: „Mozilla hatte von Nutzern viel positives Feedback zur Integration erhalten“).
Am 27. Februar 2017 gab Pocket bekannt, dass es von der Mozilla Corporation, dem kommerziellen Zweig der Non-Profit-Organisation Mozilla Foundation, übernommen wurde. Mozilla-Mitarbeiter erklärten, dass Pocket weiterhin als unabhängiges Tochterunternehmen operieren würde, aber dass es als Teil eines laufenden „Context Graph“-Projekts genutzt werden würde. Es gibt Pläne, den serverseitigen Code von Pocket als Open-Source zu veröffentlichen.
Am 22. Mai 2025 veröffentlichte Pocket, dass der Dienst am 8. Juli 2025 eingestellt werde. Als Gründe wurden vor allem ein verändertes Nutzerverhalten und die notwendige Kanalisierung dadurch freiwerdender Mittel auf Neu- und Weiterentwicklungen, unter anderem im Bereich der KI, angegeben.

## Nutzerbasis
Im September 2015 hatte Pocket insgesamt 17 Millionen Nutzer und 1 Milliarde Speicherungen innerhalb der Anwendung. Einige Anwendungen wie Flipboard, Google Currents und Twitter verwenden die API von Pocket. 2013 wurde der Dienst von Time unter den 50 besten Android-Anwendungen des Jahres aufgeführt.

## Rezeption
Kent German von CNET sagte: “Read It Later is oh so incredibly useful for saving all the articles and news stories I find while commuting or waiting in line.” (deutsch: „Read It Later ist so unglaublich nützlich, um all die Artikel und Nachrichten zu speichern, die ich beim Pendeln oder beim Warten in der Schlange finde.“) Erez Zukerman von PC-Welt sagte, dass das Unterstützen des Entwicklers Grund genug sei, das zu kaufen, was er als „praktische App“ bezeichnete. Bill Barol von Forbes sagte, dass, obwohl Read It Later weniger gut als Instapaper funktioniert, “it makes my beloved Instapaper look and feel a little stodgy.” (deutsch: „es mein geliebtes Instapaper ein wenig dröge aussehen und sich anfühlen lässt.“)
Im Jahr 2015 wurde Pocket von Google für seine Android-Anwendung mit einem Material Design Award für adaptives Layout ausgezeichnet.